# 2000 Years: The Millennium Concert
| 전문가 평가 | 전문가 평가 |
| 평가 점수   | 평가 점수   |
| 출처        | 점수        |
| ----------- | ----------- |
| 올뮤직      | [ 1 ]       |
| 롤링 스톤   | [ 2 ]       |

"2000 Years: The Millennium Concert"는 두 장의 CD가 한 세트로 구성되어 있는 빌리 조엘의 세 번째 라이브 음반이다. 250,000장 이상 판매되어 2000년 5월 31일 미국 음반 산업 협회에 의해 골드 인증을 받았다.
이 음반은 1999년 12월 31일 뉴욕 매디슨 스퀘어 가든에서 이루어진 빌리 조엘의 "The Night of Two Thousand Years" 투어의 공연 실황을 담은 음반이다. 일부 곡들에 한해, 발매 전 스튜디오에서 보컬의 재녹음이 이루어졌다.
"2000 Years: The Millennium Concert"는 빌리 조엘이 노래의 음정을 원곡 보다 낮추어 부르기 시작한 첫 번째 라이브 음반이다. 'Only the Good Die Young', 'Goodnight Saigon', 'I Go To Extremes', 'The River of Dreams'는 반음 낮게 불렀고, 'New York State of Mind', 'I've Loved These Days', 'This Night'는 한음 낮추어 불렀다. '2000 Years'는 한음하고도 반을 낮추어 불렀다.

## 수록곡
디스크 1
1. 'Beethoven's Ninth Symphony' (베토벤) – 1:43
2. 'Big Shot' – 4:55
3. 'Movin' Out (Anthony's Song)' – 5:23
4. 'Summer, Highland Falls' – 5:29
5. 'The Ballad of Billy the Kid' – 6:52
6. 'Don't Ask Me Why' – 4:49
7. 'New York State of Mind' – 8:29
8. 'I've Loved These Days' – 4:30
9. 'My Life' – 5:47
10. 'Allentown' – 4:48
11. 'Prelude/Angry Young Man' – 5:23
12. 'Only the Good Die Young' – 3:49

디스크 2
1. 'I Go to Extremes' – 5:01
2. 'Goodnight Saigon' – 7:28
3. 'We Didn't Start the Fire' – 5:21
4. 'Big Man on Mulberry Street' – 5:29
5. '2000 Years' – 6:02
6. 'Auld Lang Syne' (Burns/Traditional) – 1:44
7. 'The River of Dreams' – 5:54
8. 'Scenes from an Italian Restaurant' – 8:05
9. 'Dance to the Music' (슬라이 스톤) – 3:17
10. 'Honky Tonk Women' (믹 재거/키스 리처즈) – 3:17
11. 'It's Still Rock & Roll to Me' – 4:08
12. 'You May Be Right' – 6:07
13. 'This Night' (베토벤, 빌리 조엘) – 4:49

## 차트
| 2000년         | 순위 |
| -------------- | ---- |
| 독일 음반 차트 | 64   |
| 일본 음반 차트 | 17   |
| 영국 음반 차트 | 68   |

### 인증
| 국가                       | 인증 | 판매량/출하량 |
| -------------------------- | ---- | ------------- |
| 일본                       | —    | 75,000        |
| 미국 (RIAA)                | 골드 | 250,000^      |
| ^출하량을 기반으로 한 인증 |      |               |